# 黄桥站
黄桥站是一个京沪线上的铁路车站，位于山东省禹城市黄桥村，建于1944年，目前为四等站，邮政编码为251200。目前不办理客运营业；货运：办理整车、零担货物发到。